# Persone di cognome Murray
| Questa pagina contiene informazioni ricavate automaticamente dalle voci biografiche con l'ausilio del template Bio e di un bot. L'aggiornamento è periodico e automatico e ricostruisce completamente la pagina. Se manca una persona in questa lista, sei pregato di non aggiungerla, ma accertati piuttosto che la sua voce biografica contenga il template Bio e che i dati anagrafici siano correttamente compilati. Se il template Bio manca, inseriscilo tu stesso o, in alternativa, metti l'avviso {{tmp\|Bio}} che ne segnala la mancanza. Se i dati riportati sono sbagliati, correggi direttamente la voce biografica; le modifiche saranno visibili in questa lista entro pochi giorni. Per chiarimenti vedi il progetto antroponimi. La lista contiene solo le 155 persone che sono citate nell'enciclopedia e per le quali è stato implementato correttamente il template Bio. Pagina aggiornata al 23 giu 2025. |

Questa è una lista di persone presenti nell'enciclopedia che hanno il cognome Murray, suddivise per attività principale.

## Allenatori di calcio(3)
- Adam Murray, allenatore di calcio e ex calciatore inglese (Birmingham, n. 1981)
- George Murray, allenatore di calcio e ex calciatore scozzese (Bellshill, n. 1942)
- Ian Murray, allenatore di calcio e ex calciatore scozzese (Edimburgo, n. 1981)

## Allenatori di tennis(1)
- Andy Murray, allenatore di tennis e ex tennista britannico (Glasgow, n. 1987)

## Ammiragli(1)
- Leonard Warren Murray, ammiraglio canadese (Granton, n. 1896 - Buxton, † 1971)

## Animatori(1)
- Joe Murray, animatore e sceneggiatore statunitense (San Jose, n. 1961)

## Arcivescovi cattolici(1)
- Daniel Murray, arcivescovo cattolico irlandese (Sheepwalk, n. 1768 - Dublino, † 1852)

## Attiviste(1)
- Pauli Murray, attivista e avvocata statunitense (Baltimora, n. 1910 - Pittsburgh, † 1985)

## Attori(11)
- Bill Murray, attore e comico statunitense (Evanston, n. 1950)
- Brendan Sean Murray, attore sudafricano
- Brian Doyle-Murray, attore, doppiatore e sceneggiatore statunitense (Chicago, n. 1945)
- Brian Murray, attore e doppiatore sudafricano (Johannesburg, n. 1937 - New York, † 2018)
- Chad Michael Murray, attore, modello e produttore televisivo statunitense (Buffalo, n. 1981)
- Charles Murray, attore e regista statunitense (Laurel, n. 1872 - Los Angeles, † 1941)
- Devon Murray, attore irlandese (Maynooth, n. 1988)
- Don Murray, attore statunitense (Los Angeles, n. 1929 - Goleta, † 2024)
- Joel Murray, attore statunitense (Wilmette, n. 1963)
- Sean Murray, attore statunitense (Bethesda, n. 1977)
- Tom Murray, attore statunitense (Illinois, n. 1874 - Hollywood, † 1935)

## Attrici(11)
- Ashleigh Murray, attrice statunitense (Kansas, n. 1988)
- Hannah Murray, attrice britannica (Bristol, n. 1989)
- Jaime Murray, attrice britannica (Londra, n. 1976)
- Jenn Murray, attrice britannica (Belfast, n. 1986)
- Jillian Murray, attrice statunitense (Reading, n. 1984)
- Katharine Isabelle, attrice canadese (Vancouver, n. 1981)
- Laoise Murray, attrice irlandese (Dublino, n. 1996)
- Mae Murray, attrice, ballerina e sceneggiatrice statunitense (New York, n. 1885 - Woodland Hills, † 1965)
- Peg Murray, attrice e cantante statunitense (Denver, n. 1924 - † 2020)
- Mazz Murray, attrice e cantante britannica (Londra, n. 1974)
- Crissy Rock, attrice britannica (Liverpool, n. 1958)

## Attrici pornografiche(1)
- Mia Malkova, attrice pornografica statunitense (Palm Springs, n. 1992)

## Avvocati(1)
- William Vans Murray, avvocato e politico statunitense (Cambridge, n. 1760 - Contea di Dorchester, † 1803)

## Baritoni(1)
- J. Harold Murray, baritono e attore statunitense (South Berwick, n. 1891 - Killingworth, † 1940)

## Bassisti(2)
- George Murray, bassista statunitense
- Neil Murray, bassista britannico (Edimburgo, n. 1950)

## Biologi(1)
- James Murray, biologo e esploratore scozzese (Glasgow, n. 1865 - Oceano Artico, † 1914)

## Botanici(2)
- Andrew Murray, botanico, entomologo e avvocato britannico (Edimburgo, n. 1812 - Kensington, † 1878)
- George Robert Milne Murray, botanico scozzese (Arbroath, n. 1858 - Arbroath, † 1911)

## Calciatori(14)
- Alex Andrew Murray, calciatore guyanese (Georgetown, n. 1992)
- Bert Murray, ex calciatore inglese (Hoxton, n. 1942)
- Bruce Murray, ex calciatore e ex giocatore di calcio a 5 statunitense (Germantown, n. 1966)
- Clive Murray, calciatore grenadino (n. 1990)
- Dan Murray, ex calciatore inglese (Cambridge, n. 1982)
- Darren Murray, calciatore nordirlandese (Belfast, n. 1991)
- Fraser Murray, calciatore scozzese (Glasgow, n. 1999)
- Glenn Murray, ex calciatore inglese (Maryport, n. 1983)
- Grant Murray, ex calciatore e allenatore di calcio scozzese (Edimburgo, n. 1975)
- Jimmy Murray, calciatore scozzese (Edimburgo, n. 1933 - † 2015)
- Jimmy Murray, calciatore inglese (Elvington, n. 1935 - Lichfield, † 2008)
- Matt Murray, ex calciatore inglese (Solihull, n. 1981)
- Sean Murray, calciatore irlandese (Watford, n. 1993)
- Simon Murray, calciatore scozzese (Dundee, n. 1992)

## Calciatrici(2)
- Christie Murray, calciatrice scozzese (Bellshill, n. 1990)
- Joelle Murray, calciatrice scozzese (n. 1986)

## Canottieri(2)
- Eric Murray, canottiere neozelandese (Hastings, n. 1982)
- Thomas Murray, canottiere neozelandese (Blenheim, n. 1994)

## Cantanti(3)
- Brendan Murray, cantante irlandese (Galway, n. 1996)
- Anne Murray, cantante canadese (Springhill, n. 1945)
- Billy Murray, cantante statunitense (Filadelfia, n. 1877 - Jones Beach, † 1954)

## Cantautori(1)
- Pete Murray, cantautore australiano (Brisbane, n. 1969)

## Cantautrici(1)
- Fazerdaze, cantautrice e polistrumentista neozelandese (Wellington, n. 1993)

## Cestiste(2)
- Sandra Murray, ex cestista statunitense
- Susan Murray, ex cestista canadese (Mississauga, n. 1979)

## Cestisti(10)
- Cliff Murray, cestista statunitense (Elkhart, n. 1928 - Mishawaka, † 2018)
- Ken Murray, cestista e allenatore di pallacanestro statunitense (West Orange, n. 1928 - Montclair, † 2008)
- Kris Murray, cestista statunitense (Cedar Rapids, n. 2000)
- Dejounte Murray, cestista statunitense (Seattle, n. 1996)
- Gareth Murray, ex cestista e allenatore di pallacanestro britannico (Arbroath, n. 1984)
- Jamal Murray, cestista canadese (Kitchener, n. 1997)
- Keegan Murray, cestista statunitense (Cedar Rapids, n. 2000)
- Lamond Murray, ex cestista statunitense (Pasadena, n. 1973)
- Ronald Murray, ex cestista statunitense (Filadelfia, n. 1979)
- Tracy Murray, ex cestista e allenatore di pallacanestro statunitense (Los Angeles, n. 1971)

## Chirurghi(2)
- Donald Walter Gordon Murray, chirurgo canadese (Stratford, n. 1894 - Toronto, † 1976)
- Joseph Murray, chirurgo statunitense (Milford, n. 1919 - Boston, † 2012)

## Chitarristi(1)
- Dave Murray, chitarrista britannico (Londra, n. 1956)

## Compositori(2)
- Lyn Murray, compositore, musicista e direttore d'orchestra inglese (Londra, n. 1909 - Los Angeles, † 1989)
- Sean Murray, compositore statunitense (Santa Barbara, n. 1965)

## Critiche d'arte(1)
- Barbara Murray, critica d'arte zimbabwese (Salisbury, n. 1949)

## Culturiste(1)
- Lenda Murray, ex culturista statunitense (Detroit, n. 1962)

## Egittologhe(1)
- Margaret Murray, egittologa e antropologa britannica (Calcutta, n. 1863 - Londra, † 1963)

## Generali(3)
- Archibald Murray, generale britannico (Kingsclere, n. 1860 - Reigate, † 1945)
- George Murray, generale britannico (Perth, n. 1772 - Londra, † 1846)
- George Murray, generale scozzese (Huntingtower, n. 1694 - Medemblik, † 1760)

## Geologi(1)
- Bruce C. Murray, geologo statunitense (New York, n. 1931 - Oceanside, † 2013)

## Giocatori di baseball(1)
- Eddie Murray, giocatore di baseball statunitense (Los Angeles, n. 1956)

## Giocatori di curling(1)
- Thomas Murray, giocatore di curling britannico (Biggar, n. 1877 - Biggar, † 1944)

## Giocatori di football americano(7)
- Aaron Murray, ex giocatore di football americano statunitense (Tampa, n. 1990)
- DeMarco Murray, ex giocatore di football americano statunitense (Las Vegas, n. 1988)
- Eddie Murray, ex giocatore di football americano canadese (Halifax, n. 1956)
- Eric Murray, giocatore di football americano statunitense (Milwaukee, n. 1994)
- Justin Murray, ex giocatore di football americano statunitense (Cincinnati, n. 1993)
- Kyler Murray, giocatore di football americano statunitense (Bedford, n. 1997)
- Latavius Murray, giocatore di football americano statunitense (Orlando, n. 1990)

## Giornalisti(1)
- Douglas Murray, giornalista britannico (Londra, n. 1979)

## Grecisti(1)
- Gilbert Murray, grecista e traduttore australiano (Sydney, n. 1866 - Oxford, † 1957)

## Hockeisti su ghiaccio(4)
- Brady Murray, hockeista su ghiaccio canadese (Brandon, n. 1984)
- Herman Murray, hockeista su ghiaccio canadese (Montréal, n. 1909 - Pierrefonds, † 1998)
- Jordy Murray, hockeista su ghiaccio statunitense (Voorhees, n. 1990)
- Ryan Murray, hockeista su ghiaccio canadese (White City, n. 1993)

## Imprenditori(1)
- Simon Murray, imprenditore, avventuriero e scrittore inglese (Leicester, n. 1940)

## Ingegneri(1)
- Gordon Murray, ingegnere e imprenditore sudafricano (Durban, n. 1946)

## Lessicografi(1)
- James Murray, lessicografo e linguista britannico (Denholm, n. 1837 - Oxford, † 1915)

## Magistrati(1)
- William Murray, I conte di Mansfield, magistrato e politico britannico (Scone, n. 1705 - Highgate, † 1793)

## Medici(1)
- Flora Murray, medico scozzese (Murraythwaite, n. 1869 - Belsize Park, † 1923)

## Mezzosoprani(1)
- Ann Murray, mezzosoprano irlandese (Dublino, n. 1949)

## Militari(1)
- Andrew Murray, militare scozzese (n. 1298 - † 1338)

## Musicisti(1)
- Sunny Murray, musicista e batterista statunitense (Idabel, n. 1936 - Parigi, † 2017)

## Nobildonne(1)
- Elizabeth Murray, II contessa di Dysart, nobildonna scozzese (n. 1626 - Ham House, † 1698)

## Nobili(9)
- Charles Murray, VII conte di Dunmore, nobile e politico scozzese (Londra, n. 1841 - † 1907)
- Alexander Murray, VI conte di Dunmore, nobile scozzese (n. 1804 - † 1845)
- Elizabeth Murray, nobile inglese (Varsavia, n. 1760 - † 1825)
- George Murray, V conte di Dunmore, nobile scozzese (n. 1762 - † 1836)
- James Murray, II duca di Atholl, nobile scozzese (Edimburgo, n. 1690 - Dunkeld, † 1764)
- John Murray, I duca di Atholl, nobile, politico e ufficiale scozzese (Knowsley, n. 1660 - Huntingtower Castle, † 1724)
- John Murray, III duca di Atholl, nobile e politico scozzese (n. 1729 - Perth, † 1774)
- John Murray, IV duca di Atholl, nobile scozzese (n. 1755 - Dunkeld, † 1830)
- John Murray, IV conte di Dunmore, nobile e politico scozzese (Tymouth, n. 1730 - Ramsgate, † 1809)

## Nuotatori(1)
- Darren Murray, ex nuotatore sudafricano (Città del Capo, n. 1991)

## Oceanografi(1)
- John Murray, oceanografo britannico (Cobourg, n. 1841 - Kirkliston, † 1914)

## Organisti(1)
- Thomas Murray, organista e docente statunitense (Los Angeles, n. 1943)

## Ostacolisti(1)
- Fred Murray, ostacolista statunitense (San Francisco, n. 1894 - Monterey, † 1973)

## Pallanuotisti(1)
- David Murray, pallanuotista britannico (Motherwell, n. 1925 - † 2020)

## Pentatlete(1)
- Samantha Murray, pentatleta britannica (Preston, n. 1989)

## Piloti automobilistici(1)
- David Murray, pilota automobilistico britannico (Edimburgo, n. 1909 - Las Palmas de Gran Canaria, † 1973)

## Poeti(1)
- Les Murray, poeta e scrittore australiano (Nabiac, n. 1938 - Taree, † 2019)

## Politiche(1)
- Patty Murray, politica statunitense (Bothell, n. 1950)

## Politici(4)
- Andrew Murray, I visconte Dunedin, politico e giudice scozzese (Edimburgo, n. 1849 - Edimburgo, † 1942)
- David Murray, II conte di Mansfield, politico britannico (n. 1727 - † 1796)
- James Murray, I barone Glenlyon, politico e ufficiale scozzese (Dunkeld, n. 1782 - Londra, † 1837)
- John Murray, I marchese di Atholl, politico scozzese (n. 1631 - † 1703)

## Politologi(1)
- Charles Murray, politologo statunitense (Newton, n. 1943)

## Produttori discografici(1)
- Bighead, produttore discografico e disc jockey statunitense (Lancaster, n. 1995)

## Produttrici cinematografiche(1)
- Dana Murray, produttrice cinematografica statunitense

## Psicologi(1)
- Henry Murray, psicologo statunitense (New York, n. 1893 - Cambridge, † 1988)

## Rapper(2)
- Illy, rapper australiano (Frankston, n. 1986)
- Keith Murray, rapper statunitense (Long Island, n. 1972)

## Rugbiste a 15(1)
- Krystal Murray, rugbista a 15 neozelandese (Kaitaia, n. 1993)

## Rugbisti a 15(3)
- Conor Murray, rugbista a 15 irlandese (Limerick, n. 1989)
- Euan Murray, rugbista a 15 britannico (Glasgow, n. 1980)
- Scott Murray, rugbista a 15 scozzese (Musselburgh, n. 1976)

## Sassofonisti(1)
- David Murray, sassofonista e clarinettista statunitense (Oakland, n. 1955)

## Sceneggiatrici(1)
- Kiel Murray, sceneggiatrice e produttrice cinematografica statunitense

## Sciatori alpini(1)
- Dave Murray, sciatore alpino canadese (Montréal, n. 1953 - Vancouver, † 1990)

## Scrittori(3)
- Albert Murray, scrittore e biografo statunitense (Nokomis, n. 1916 - Harlem, † 2013)
- Harold James Murray, scrittore e educatore britannico (Londra, n. 1868 - Londra, † 1955)
- Paul Murray, scrittore irlandese (Dublino, n. 1975)

## Scrittrici(2)
- Eunice Murray, scrittrice statunitense (Chicago, n. 1902 - Tucson, † 1994)
- Sabina Murray, scrittrice e sceneggiatrice statunitense (Lancaster, n. 1968)

## Slittinisti(1)
- James Murray, ex slittinista statunitense (Helena, n. 1946)

## Tennisti(1)
- Jamie Murray, tennista britannico (Dunblane, n. 1986)

## Vescovi anglicani(1)
- George Murray, vescovo anglicano britannico (n. 1761 - Cavendish Square, † 1803)

## Vescovi cattolici(2)
- Donal Brendan Murray, vescovo cattolico irlandese (Dublino, n. 1940 - Limerick, † 2024)
- William Edward Murray, vescovo cattolico australiano (Leichhardt, n. 1920 - Randwick, † 2013)

## Wrestler(1)
- Rory McAllister, wrestler scozzese (Oban, n. 1976)